# Al-Fahul
Al-Fahul (arab. الفحول; fr. El Fehoul)  – jedna z 53 gmin w prowincji Tilimsan, w Algierii, znajdująca się w północno-zachodniej części prowincji, około 26 km na północ od Tilimsan. W 2008 roku gminę zamieszkiwało 7045 osób. Numer statystyczny gminy w Office National des Statistiques d'Algérie to 1305.